# Janów (gmina w województwie tarnopolskim)
Janów – dawna gmina wiejska w powiecie trembowelskim województwa tarnopolskiego II Rzeczypospolitej. Siedzibą gminy był Janów.
Gminę utworzono 1 sierpnia 1934 r. w ramach reformy na podstawie ustawy scaleniowej z dotychczasowych gmin wiejskich: Dereniówka, Dołhe, Janów, Młyniska i Słobódka Janowska.
Pod okupacją zniesiona i przekształcona w gminę Budzanów, jedynie Dereniówkę włączono do gminy Mszaniec.